# سمير ليما دي أراوجو
سمير ليما دي أراوجو (بالبرتغالية: Samir Lima de Araújo) (مواليد 25 أكتوبر 1981)، هو لاعب كرة قدم كان يلعب كمهاجم.

## وصلات خارجية
- سمير ليما دي أراوجو على موقع رابطة كرة القدم اليابانية للمحترفين (اليابانية)
- سمير ليما دي أراوجو على موقع قاعدة بيانات كرة القدم.إي يو (الإنجليزية)
- سمير ليما دي أراوجو على موقع Soccerway.com (الإنجليزية)
- سمير ليما دي أراوجو على موقع عالم كرة القدم.نت (الإنجليزية)